# Eger
Eger (em sérvio e croata Jegar, Jegra, tcheco Jager, Língua eslovaca Jáger, polonês Jagier, turco Eğri, alemão Erlau, latim Agria) é uma cidade e um condado urbano (megyei jogú város em húngaro) do norte da Hungria, capital do condado de Heves, a leste dos montes Matra, perto do rio Eger, no centro da região vitivinícola mais importante do país. Indústrias alimentícia e mecânica. Famosa estância termal. Eger é conhecida pelo seu castelo, pelos banhos termais, pelos edifícios históricos (inclusive o mais setentrional dos minaretes otomanos) e pelos vinhos.
No séc. XIV, a catedral românica (séc. XI) foi substituída pela gótica. A fortaleza, de estilo italiano, é um recinto pentagonal com bastiões em aresta. Do domínio turco resta apenas o minarete. No séc. XVIII foi reconstruída pelos bispos, que a transformaram na mais bela cidade barroca e rococó da Hungria.